# Telewizja Suwałki
Telewizja Suwałki (TV Suwałki, TVS) – lokalna stacja telewizyjna nadająca w Suwałkach, oraz okolicznych miejscowościach, działająca od 1998 roku. W 2006 otrzymała pierwszą koncesję KRRITV na nadawanie (koncesja nr TK-0008/06), kolejną w 2015 (nr 260/K/2015-TK). Jest jednym z najdłużej funkcjonujących mediów regionalnych w województwie podlaskim.

## Historia
Telewizja Suwałki powstała w 1998 roku jako pierwsza stacja telewizyjna w Suwałkach, oferująca lokalne programy informacyjne i publicystyczne. Od początku swojego istnienia koncentrowała się na relacjonowaniu najważniejszych wydarzeń z regionu oraz dostarczaniu treści o charakterze kulturalnym, edukacyjnym i religijnym. W latach 2003–2009 organizowała plebiscyt „Telemachy”, podczas którego nagradzano osoby zasłużone dla miasta i regionu. W 2008 roku stacja otrzymała honorowy tytuł „Laureata Włóczni Jaćwingów” przyznawany przez Prezydenta Miasta Suwałki. W 2008 roku organizowane przez TV Suwałki wydarzenie objął patronatem Marszałek Sejmu RP, Bronisław Komorowski. W 2020 roku Telewizja Suwałki została opisana w publikacji „Księga 300-lecia Suwałk”.

## Zasięg i nadawanie
Telewizja Suwałki nadaje w sieci kablowej Vectra na kanale 140, obejmując swoim zasięgiem Suwałki, Sejny i Augustów, oraz okoliczne miejscowości. Programy TV Suwałki są dostępne również w internecie na oficjalnej stronie internetowej oraz w mediach społecznościowych.

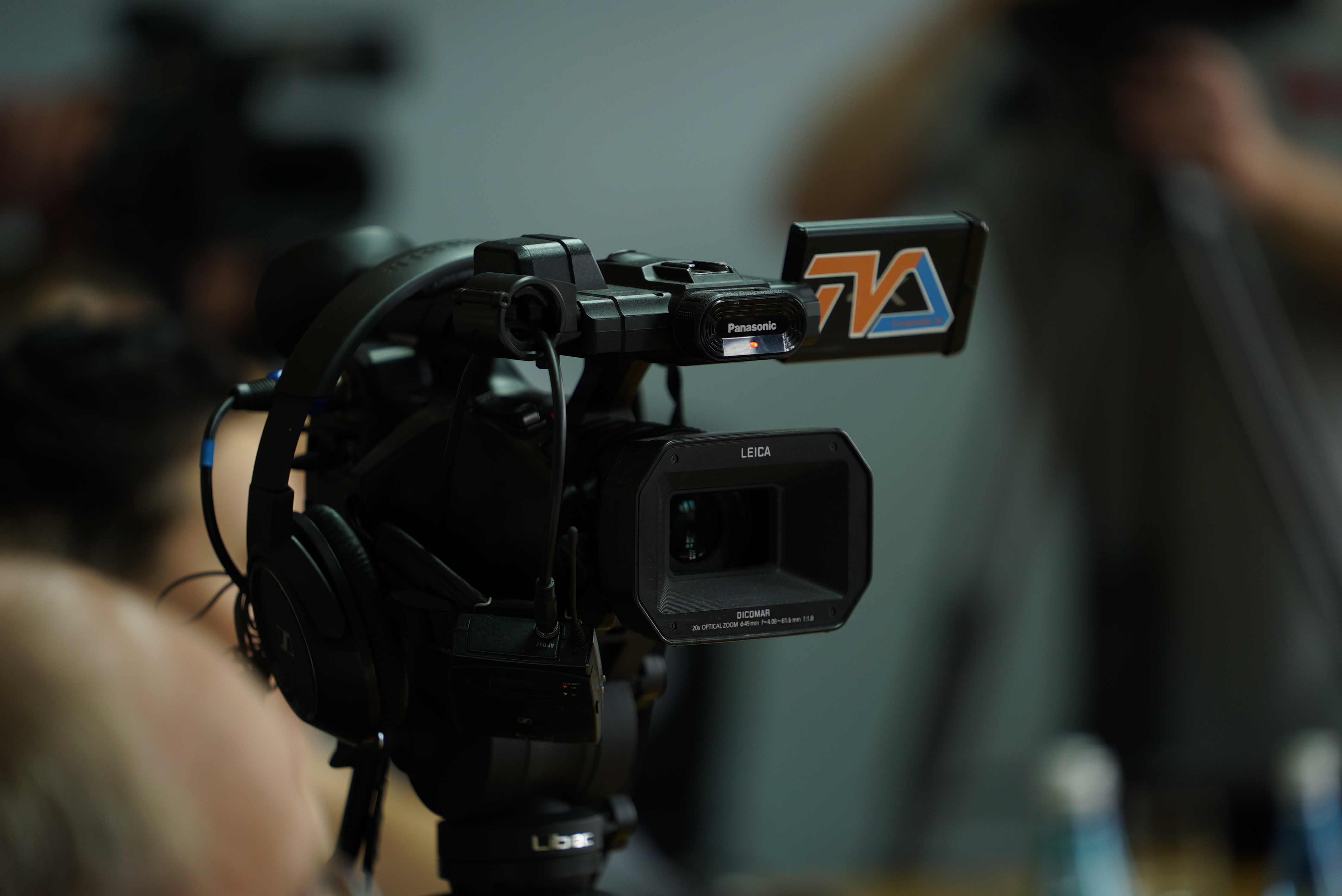
Kamera z logotypem Telewizji Suwałki

## Programy
Telewizja Suwałki produkuje kilka autorskich programów o charakterze informacyjnym i publicystycznym. Wśród nich znajdują się:.
- Wydarzenia – główny program informacyjny nadawany trzy razy w tygodniu.
- (nie tylko) Zza Kółka – magazyn motoryzacyjny.
- Podlaska Kronika Samorządowa – relacje z wydarzeń organizowanych przez samorząd województwa podlaskiego,
- Minął Tydzień – cotygodniowe podsumowanie najważniejszych wydarzeń,
- Ufajmy Panu – magazyn katolicki
- Suwalska Kronika Filmowa – cykl dokumentujący życie miasta i jego mieszkańców.

Ponadto nadawane jest wspólne pasmo ogólnopolskie lokalnych telewizji.

## Znaczenie i wpływ
Według Badania Krajowego Instytutu Mediów Telewizja Suwałki jest trzecim najpopularniejszym kanałem lokalnym w województwie podlaskim. Stacja była wielokrotnie cytowana w lokalnych i regionalnych mediach.
Do najgłośniejszych materiałów wyprodukowanych przez TV Suwałki należą m.in.
- „Zabójstwo w Domu Weterana: sąd orzekł dożywocie”– relacja z głośnej sprawy kryminalnej,
- „Ryszard M. w areszcie. Łowcy pedofilów na akcji” – reportaż śledczy o działaniach grupy zajmującej się wykrywaniem przestępstw pedofilskich,
- „Kinga Tanajewska – On Her Bike” – materiał o podróżniczce z Suwałk, znanej na całym świecie,
- „Makabryczna śmierć w windzie” – reportaż dotyczący tragicznego wypadku,
- „Via Carpatia: los drogi Augustów – Białystok” – materiał dotyczący kluczowej inwestycji drogowej w regionie.